# Саитбаев, Рахман Али
Рахман Али Саитбаев — сотрудник органов охраны правопорядка и государственной безопасности, старший майор милиции (1940).

## Биография
В ноябре 1939 являлся заместителем народного комиссара внутренних дел Узбекской ССР по милиции. В 1950 помощник министра госбезопасности Узбекской ССР.

### Звания
- капитан государственной безопасности, 25 июня 1939;[1]
- старший майор милиции, 5 ноября 1940;
- полковник, на 4 декабря 1945.

### Награды
- орден Знак Почёта, 23 декабря 1939;
- медаль «За отвагу», 2 июля 1942;
- орден Красного Знамени, 4 декабря 1945;
- орден Знак Почёта, 16 января 1950.